# Barrage de Kayacık
Le barrage de Kayacık est un barrage de Turquie situé dans la province de Gaziantep et construit dans le cadre du vaste projet du Sud-Est anatolien. La rivière Ayfinar Deresi est un affluent de la rivière appelée Bağırsak Deresi (en turc rivière de l'intestin) qui arrose la ville de Gaziantep et qui est un affluent de la rive droite de l'Euphrate. Cette dernière rejoint l'Euphrate en Syrie où elle est appelée Nahr Sajur (en arabe : nahr sājūr,
نهر الساجور). Le barrage est à 12 km de la frontière syrienne. Les zones irriguées sont toutes en Turquie. Les rives de la rivière dans la partie syrienne sont ainsi privées de l'eau prélevée par l'irrigation en Turquie.

## Sources
- (tr) « Kayacık Barajı », sur Agence gouvernementale turque des travaux hydrauliques (DSİ)